# سالم کیشوشی
سالم کیشوشی (فرانسوی: Salim Kechiouche‎؛ زادهٔ ۲ آوریل ۱۹۷۹) هنرپیشه اهل فرانسه است. وی از سال ۱۹۹۶ میلادی تاکنون مشغول فعالیت بوده‌است.
از فیلم‌ها یا برنامه‌های تلویزیونی که وی در آن نقش داشته‌است می‌توان به ۳ برده رقاص، زندگی ادل، و مکتوب، عشق من: آوازخواندن اشاره کرد.